# A Change of Heart
«A Change of Heart» es una canción de pop rock interpretada por la banda británica The 1975 y lanzada como quinto sencillo de su segundo álbum de estudio I Like It When You Sleep, for You Are So Beautiful Yet So Unaware of It. La canción fue escrita por George Daniel, Matthew Healy, Adam Hann y Ross MacDonald. Mike Crossey se encargó de la producción junto a Daniel y Healy. Una poderosa balada de synth-pop y electropop, la canción presenta 808 ritmos, un riff de teclado de portamento, sintetizadores pulsantes y elementos de ambient pop, electro, new wave, yate rock, chillwave e indie rock. La letra melancólica de la canción describe el desamor y detalla el final de un romance, centrándose en el tema de la tecnología.
Tras su lanzamiento, "A Change of Heart" recibió críticas positivas de los críticos de música contemporánea, quienes elogiaron la letra y la producción. La canción apareció más tarde en varias listas de fin de año. Comercialmente, alcanzó el número 127 en la lista de singles del Reino Unido, el número 47 en el Billboard Hot Rock & Alternative Songs y el número 36 en las listas Billboard Alternative Airplay. Posteriormente, la canción fue certificada plata en el Reino Unido por la Industria Fonográfica Británica (BPI). El 21 de abril de 2016 se lanzó un video musical adjunto, escrito por Healy y dirigido por Tim Mattia. La imagen tragicómica en blanco y negro se basa en la película I clowns (1970) de Federico Fellini y sigue a Healy como un payaso al estilo Pierrot que participa en un romance de corta duración en un carnaval abandonado.

## Antecedentes
Durante el estreno de la canción en el programa homónimo de BBC Radio 1 de Annie Mac, Healy la describió como una "canción simple, tres notas, y la verdad" y una "canción de '1975' muy atípica", diciendo que la banda quería que la canción transmitiera convicción seria, autoconciencia y belleza. El 22 de febrero de 2016, se lanzó oficialmente "A Change of Heart" como el quinto sencillo del álbum..

## Composición y letra
Musicalmente, "A Change of Heart" es una poderosa balada electropop y synth-pop de bajo tempo. Con un sonido retro, la producción ligera y aireada de la pista consta de coros cargados sintéticamente, un ritmo que se filtra, repeticiones simples de tres notas, un gancho pop, 808 tiempos, un ritmo de batería de acompañamiento, guitarras temblorosas, un riff de teclado de portamento, reverberación silenciosa y pulsos serpenteantes de sintetizador, un solo de sintetizador zumbante, pads de sintetizador golpeados ligeramente y una instrumentación de rock relajante. También contiene elementos de ambient pop, electro, new wave, yate rock, chillwave e indie rock. Ryan Reed de Rolling Stone la describió como una "balada synth-pop digna de John Hughes", mientras que James Grebey de Spin la calificó como un "retroceso relajante y flotante de décadas pasadas" y Chris Ingalls de PopMatters dijo que "[suena] así". fue transportado desde 1987 y no sonaría del todo fuera de lugar en la lista de reproducción nocturna de un DJ de radio universitario de pelo grande".
Líricamente, "A Change of Heart" es una canción melancólica que trata sobre el desamor. Healy canta sobre una mujer con la que está involucrado románticamente, antes de admitir que su apariencia por sí sola no puede sostener su relación. El cantante admite abiertamente sus defectos superficiales, revelando que la apariencia de su pareja inicialmente lo atraía y luego lo repelía. Él señala sus peculiaridades mientras hace comentarios despectivos, cantando: "Y parecías inteligente / Entonces encendiste el extremo equivocado de tu cigarrillo". Healy también comenta sobre su propio comportamiento en el pareado "Citaré On The Road como un idiota". Por el contrario, la pareja del cantante dice que se ve terrible y está plagado de enfermedades. Volviendo al tema de la tecnología explorado en "Love Me", la canción analiza la conexión en la era digital, describiendo a una pareja más interesada en estar en su teléfono que en la relación. A medida que se conectan más en las redes sociales, en realidad se desconectan entre sí, con Healy cantando: "Y luego tomaste una foto de tu ensalada/Y la pusiste en Internet". Al final, la cantante rompe a llorar cuando la relación ha concluido.

## Video musical
Un video musical adjunto, dirigido por Tim Mattia, fue lanzado el 21 de abril de 2016. La imagen en blanco y negro se basa en la película de Federico Fellini I clowns (1970), mientras que también se inspira en el tributo de Michael Jackson a Charlie Chaplin, The Wiz (1978), Gene Kelly y Bob Fosse. El video presenta a Healy, quien escribió la imagen, en el papel de protagonista; un payaso melancólico al estilo Pierrot. Sobre el significado del video, la cantante dijo: "Quiero transmitir la sensación de resignación de ser un payaso. Soy, he sido y siempre seré un payaso. Creo que puede cansar a la gente". La imagen comienza con Healy entrando en un carnaval abandonado, pero aún en funcionamiento, y comienza a bailar. El cantante se encuentra con una payasa y bailan juntas antes de correr hacia los autos de choque. La pareja se aventura por todo el parque, lo que ilustra el fortalecimiento de su relación. Healy y la mujer bailan, juegan juegos de carnaval, hacen trucos de magia y comen palomitas de maíz, mientras se intercalan animadas secuencias de baile. Una vez que el peso de su romance se hace evidente, la payasa se cansa de las tonterías del cantante y lo deja en el desenlace del video. La toma final muestra a Healy solo en un banco del parque debajo de una nube de lluvia, que lo deja empapado.

## Posicionamiento en lista
| Lista (2016)     | Mejor posición |
| ---------------- | -------------- |
| UK Singles (OCC) | 127            |